# 서부초록맘바

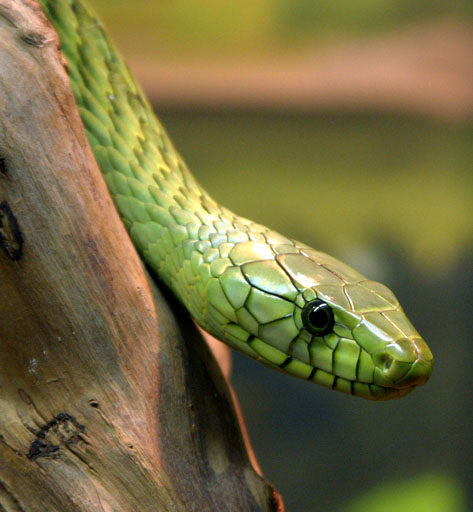

서부초록맘바(Dendroaspis viridis)는 맘바속(Dendroaspis)에 속하는 길고 가늘며 독이 강한 뱀 종이다. 이 종은 1844년 미국 파충류학자인 에드워드 할로웰(Edward Hallowell)에 의해 처음 기재되었다. 서부초록맘바는 상당히 크고 주로 수목에 서식하며 나무 사이를 빠르고 우아하게 이동할 수 있다. 또한 설치류 및 기타 작은 포유류와 같은 먹이를 추적하기 위해 지상으로 내려간다.
서부초록맘바는 주로 서아프리카의 해안 열대우림, 덤불, 삼림지대에 서식하는 수줍음이 많고 민첩한 뱀이다. 독은 신속하게 작용하는 시냅스전 및 시냅스후 신경독(덴드로톡신), 심장독소 및 파시쿨린의 매우 강력한 혼합물이다. 어떤 사람들은 이 종이 특별히 공격적인 뱀이 아니라고 생각하지만, 다른 사람들은 이 뱀이 극도로 긴장하고 궁지에 몰렸을 때 공격적으로 공격하는 경향이 있다고 이야기했다. 이 지역에서 발견되는 다른 종에 비해 인간과의 갈등은 낮다. 이 종에 의해 사람에게 물리는 경우는 매우 드물다. 그러나 사망률은 높다. 기록된 물림 중 많은 부분이 치명적이었다. 심각하고 생명을 위협하는 증상이 빠르게 진행되는 것은 맘바 물림의 특징이다. 독이 있는 물린 상처는 급속히 치명적일 수 있다.